# Vert-le-Petit
Vert-le-Petit és un municipi francès, situat al departament de l'Essonne i a la regió de Illa de França. L'any 2007 tenia 2.530 habitants.
Forma part del cantó de Ris-Orangis, del districte d'Évry i de la Comunitat de comunes de la Val d'Essonne.

## Demografia

### Població
El 2007 la població de fet de Vert-le-Petit era de 2.530 persones. Hi havia 937 famílies, de les quals 214 eren unipersonals (97 homes vivint sols i 117 dones vivint soles), 237 parelles sense fills, 402 parelles amb fills i 84 famílies monoparentals amb fills.
La població ha evolucionat segons el següent gràfic:
Habitants censats

### Habitatges
El 2007 hi havia 1.044 habitatges, 952 eren l'habitatge principal de la família, 42 eren segones residències i 50 estaven desocupats. 686 eren cases i 331 eren apartaments. Dels 952 habitatges principals, 557 estaven ocupats pels seus propietaris, 369 estaven llogats i ocupats pels llogaters i 26 estaven cedits a títol gratuït; 36 tenien una cambra, 102 en tenien dues, 166 en tenien tres, 238 en tenien quatre i 410 en tenien cinc o més. 689 habitatges disposaven pel capbaix d'una plaça de pàrquing. A 378 habitatges hi havia un automòbil i a 498 n'hi havia dos o més.

### Piràmide de població
La piràmide de població per edats i sexe el 2009 era:
| Homes | Edats   | Dones |
| ----- | ------- | ----- |
| 0     | 95 o +  | 4     |
| 0     | 90 a 94 | 4     |
| 0     | 85 a 89 | 16    |
| 8     | 80 a 84 | 12    |
| 0     | 75 a 79 | 16    |
| 32    | 70 a 74 | 32    |
| 28    | 65 a 69 | 28    |
| 44    | 60 a 64 | 44    |
| 76    | 55 a 59 | 44    |
| 64    | 50 a 54 | 84    |
| 88    | 45 a 49 | 92    |
| 108   | 40 a 44 | 68    |
| 152   | 35 a 39 | 144   |
| 104   | 30 a 34 | 124   |
| 80    | 25 a 29 | 60    |
| 48    | 20 a 24 | 68    |
| 76    | 15 a 19 | 60    |
| 116   | 10 a 14 | 116   |
| 144   | 5 a 9   | 76    |
| 80    | 0 a 4   | 84    |

## Economia
El 2007 la població en edat de treballar era de 1.732 persones, 1.401 eren actives i 331 eren inactives. De les 1.401 persones actives 1.307 estaven ocupades (691 homes i 616 dones) i 94 estaven aturades (43 homes i 51 dones). De les 331 persones inactives 85 estaven jubilades, 173 estaven estudiant i 73 estaven classificades com a «altres inactius».

### Ingressos
El 2009 a Vert-le-Petit hi havia 945 unitats fiscals que integraven 2.521 persones, la mediana anual d'ingressos fiscals per persona era de 23.633,5 €.

### Activitats econòmiques
Dels 66 establiments que hi havia el 2007, 1 era d'una empresa alimentària, 8 d'empreses de fabricació d'altres productes industrials, 11 d'empreses de construcció, 10 d'empreses de comerç i reparació d'automòbils, 3 d'empreses de transport, 7 d'empreses d'hostatgeria i restauració, 1 d'una empresa d'informació i comunicació, 1 d'una empresa financera, 4 d'empreses immobiliàries, 10 d'empreses de serveis, 6 d'entitats de l'administració pública i 4 d'empreses classificades com a «altres activitats de serveis».
Dels 22 establiments de servei als particulars que hi havia el 2009, 1 era una oficina de correu, 1 taller de reparació d'automòbils i de material agrícola, 2 guixaires pintors, 2 lampisteries, 2 electricistes, 2 empreses de construcció, 2 perruqueries, 7 restaurants, 2 agències immobiliàries i 1 saló de bellesa.
Dels 5 establiments comercials que hi havia el 2009, 1 era un hipermercat, 1 una botiga de menys de 120 m², 1 una peixateria, 1 una botiga d'electrodomèstics i 1 una joieria.
L'any 2000 a Vert-le-Petit hi havia 4 explotacions agrícoles.

## Equipaments sanitaris i escolars
L'únic equipament sanitari que hi havia el 2009 era una farmàcia.
El 2009 hi havia 1 escola maternal i 1 escola elemental.

## Poblacions més properes
El següent diagrama mostra les poblacions més properes.